# Тихоокеанский рубеж
«Тихоокеанский рубеж» (англ. Pacific Rim) — американский фантастический боевик 2013 года режиссёра Гильермо дель Торо по сценарию Трэвиса Бичема и дель Торо. В главных ролях снялись Чарли Ханнэм, Ринко Кикути и Идрис Эльба. Согласно сюжету фильма, Земля подвергается нашествию гигантских монстров — кайдзю, появляющихся из разлома в Тихом океане. Для борьбы с ними различные страны мира строят боевых мехов — егерей (нем. Jäger — охотник); каждой машиной управляют два пилота, соединённые с Егерем и друг с другом нейрокомпьютерной связью. К 2025 году — времени действия фильма — егеря терпят поражения от эволюционировавших кайдзю, программа их строительства свёрнута. В прошлом пилот егеря Райли Беккет, потерявший своего брата в бою с одним из кайдзю, и новичок Мако Мори (Ринко Кикути), специалист по восстановлению егерей, присоединяются к отчаянной операции, которая должна положить конец войне.
По заявлению дель Торо, этот фильм — «прекрасная поэма о гигантских монстрах». Слоганы фильма: «Сегодня мы отменяем Апокалипсис!» и «Чтобы сражаться с монстрами, мы создали монстров» («To fight monsters we created monsters»).

## Сюжет
2013 год. После того, как в морских глубинах открылся портал из другого измерения, откуда стали появляться гигантские чудовища, получившие название «кайдзю», началась война, забравшая в течение многих лет миллионы жизней и израсходовавшая ресурсы человечества. Объединившись вместе, государства Земли создали проект, получивший кодовое название «Егерь». Для борьбы с монстрами люди создали огромных роботов, названных егерями, управляемых посредством нейронного интерфейса: разум пилота был напрямую подключён к боевым системам робота, благодаря чему огромная машина повторяла все движения, совершаемые человеком. На стадии испытаний стало ясно, что из-за огромных размеров роботов мозгу одного человека не под силу справиться с подобной нагрузкой, поэтому была разработана двухпилотная система, основанная на новой технологии егерей, названной «Дрифт». В «Дрифте» разум пилотов сливается воедино через воспоминания друг друга, что позволяет им разделить управление огромной машиной между собой — по одному полушарию на каждого.
2020 год. Егерем третьего поколения с позывным «Бродяга», защищающим побережье Аляски, управляют братья Райли (Чарли Ханнэм) и Йенси Беккеты (Диего Клаттенхофф), которые в один из дней получают задание найти и устранить крупного кайдзю третьей категории «Остроголова» рядом с Аляской. В ходе боя «Бродяга» получает сильные повреждения, а Йенси погибает. Райли в одиночку добивает «Остроголова» и выводит повреждённого егеря на сушу. Не в силах вновь и вновь испытывать боль от потери брата при новых подключениях нейронного моста, он увольняется и устраивается строителем на Стену, возводящуюся как замена растерявшим былую оборонную эффективность егерям, дабы защитить побережье от непрекращающихся атак кайдзю.
Спустя 5 лет (2025 год), в связи с потерей в боях с кайдзю большей части «Егерей», коалиция стран принимает решение изменить стратегию: закрыть проект «Егерь» и начать строить гигантскую оборонительную стену, получившую название «Береговая Стена». Командование Тихоокеанского оборонительного корпуса (ТОК) в лице маршала Пентекоста (Идрис Эльба) мобилизует оставшиеся силы на последнем боевом посту — в Гонконге, в том числе и уже устаревшего «Бродягу». Райли — единственный, кто может управлять им — возвращается в строй по требованию Пентекоста. К нему присоединяют подающую надежды стажёрку по имени Мако (Ринко Кикути), которая также мечтает стать пилотом. Маршал также знакомит Райли с пилотами других «егерей».
Тем временем один из двух оставшихся членов исследовательской группы ТОК — ученый-биолог Ньютон Гейзлер (Чарли Дэй) — проводит рискованный эксперимент, соединяя нейронным мостом себя и часть мозга «Остроголова», которого Райли убил 5 лет назад. Вместе с математиком Германом Готтлибом (Бёрн Горман) он приходит к страшному выводу: кайдзю — это искусственно выведенные клоны, созданные расой существ, которые стремятся колонизировать Землю. А люди для них — всего лишь вредители. И даже особо крупные кайдзю четвёртой категории — всего лишь «гончие», после которых вскоре прибудут «дезинсекторы».
Райли и Мако проводят тестирование «Бродяги». В ходе тренировки Райли на секунду отвлекается, вспомнив брата, из-за чего Мако утягивает в её собственные воспоминания. Так Райли выясняет, что её семья была убита кайдзю. Тестирование провалилось, и теперь Райли с Мако считают изгоями.
В это же время появляется сразу два кайдзю четвёртой категории: «Отачи» и «Громила». В битве с ними погибают близнецы Вай Тен и супруги Кайдановские. Хансены же оказались выведены из строя ЭМИ-ударом «Громилы», из-за чего почти вся техника выходит из строя. Маршал Стэкер понимает, что другого выхода нет, и высылает на битву с кайдзю «Бродягу», пилотируемого Мако и Райли. На этого «егеря» удар не подействовал, поскольку он работал на аналоговых технологиях.
Пока те сражаются, Гейзлер отправляется на поиски некоего Ганнибала Чоу (Рон Перлман) — местного хозяина чёрного рынка по продаже органов убитых кайдзю, у которого может быть свежий мозг монстра. Он нужен Гейзлеру для того, чтобы снова провести свой эксперимент и узнать побольше о портале между мирами людей и кайдзю.
«Бродяга» успешно уничтожает «Громилу» и летающего кайдзю «Отачи». Гейзлер, прятавшийся в укрытии, догадывается, что «Отачи» искал именно его, так как во время эксперимента он проник в сознание чудовища, у которых, как он сам выяснил, коллективное сознание, а ведь нейронный мост работает в обе стороны. Когда люди Ганнибала начинают разделывание убитого «Бродягой» кайдзю, выясняется, что это самка и она беременна. Зародыш вырывается из материнского чрева и проглатывает Ганнибала.
Гейзлер и Готтлиб вновь проникают в сознание кайдзю, используя мозг погибшего зародыша, и выясняют, что для прохождения через портал нужен кайдзю, так как портал считывает ДНК кайдзю, наподобие штрихкода в супермаркете. Иначе же ядерную бомбу, которую Маршал планировал сбросить в портал, просто выбросит обратно.
В это время начинается последняя операция. Геркулес Хансен не может участвовать в ней, поскольку повредил руку, и вместе с его сыном пилотировать «Страйкера» вызывается сам маршал Пентекост, который знает, что это пилотирование станет для него последним. Маршал был одним из первых пилотов «егерей», но тогда технология нейронных мостов была несовершенна (из-за слишком большой нагрузки разрушались сосуды мозга), а работающие от реакторов «егеря» при повреждениях (которые в бою неизбежны) облучали пилотов. Пентекост произносит свою прощальную речь, и роботы выступают. В разгар операции с ними на связь выходят Гейзлер и Готтлиб, которые рассказывают о своём открытии.
Сражаясь с двумя кайдзю четвёртой категории — «Сканнером» (в русской локализации — «Рокалли») и «Райдзю», охраняющими под водой разлом, «Бродяга» убивает «Райдзю», но и сам получает сильные повреждения. В поединке с появившимся из разлома кайдзю 5-го уровня («Слаттерном», первым и самым большим в истории) повреждения получает и «Страйкер», самое серьёзное из которых — отказ системы по сбросу ядерной бомбы. Маршал и Чак понимают, что иного выхода нет, и взрывают бомбу, забирая с собой «Сканнера» и расчищая путь для «Бродяги». «Бродяга», используя убитого «Райдзю», пытается проникнуть в портал, но путь ему преграждает выживший после взрыва «Слаттерн». Совершив отчаянный рывок, «Бродяга» сцепляется с израненным кайдзю, получая ещё более серьёзные повреждения. В процессе падения вниз «Слаттерн» погибает. Оба попадают в портал. Погрузившись в другой мир, Райли и Мако осматриваются и замечают наблюдающих за ними разумных существ.
У Мако заканчивается кислород. Тогда Райли отдаёт ей свой, а после и вовсе отправляет на поверхность, запустив капсулу с ней. Беккет запускает самоуничтожение ядерного реактора «Бродяги» и сам катапультируется. Таким образом, Райли и Мако спасаются, а мир навсегда защищён от атак кайдзю из другого измерения.
После финальных титров показывают погибшего новорождённого кайдзю, из которого вылезает Ганнибал Чоу и ищет слетевший ботинок.

## В ролях
| Актёр                   | Роль                                                                    |
| ----------------------- | ----------------------------------------------------------------------- |
| Чарли Ханнэм            | пилот егеря Бродяга, позже один из строителей Стены Жизни. Райли Беккет |
| Идрис Эльба             | маршал Стэкер Пентекост                                                 |
| Ринко Кикути            | Мако Мори                                                               |
| Чарли Дэй               | учёный-биолог Ньютон Гейзлер                                            |
| Бёрн Горман             | учёный-математик Германн Готтлиб                                        |
| Роберт Казински         | Чак Хансен                                                              |
| Макс Мартини            | маршал Геркулес Хансен                                                  |
| Рон Перлман             | владелец чёрного рынка Ганнибал Чау                                     |
| Клифтон Коллинз-младший | Тендо Чой                                                               |
| Диего Клаттенхофф       | брат Райли Беккета, пилот егеря Бродяга Йенси Беккет                    |
| Эллен Маклейн           | Искусственный интеллект егеря                                           |
| Робер Майе              | Алексей Кайдановский                                                    |
| Хезер Дорксен           | Саша Кайдановская                                                       |

## Производство

### Разработка
30 мая 2010 года стало известно, что Legendary Pictures купило подробный 25-страничный тритмент «Тихоокеанский рубеж» у американского сценариста Трэвиса Бичема. Через некоторое время Гильермо дель Торо встретился с представителями Legendary Pictures для обсуждения возможности присоединиться к работе над фильмом, так как он был заинтригован тритментом Бичема. Дель Торо намеревался лишь продюсировать, а не снимать фильм.
В июне 2011 года дель Торо должен был начать производство экранизации романа Говарда Лавкрафта «Хребты Безумия» с Томом Крузом в главной роли и Джеймсом Кэмероном в качестве продюсера. Но Universal Pictures закрыла проект, так как не хотела вкладывать 150 миллионов долларов в фильм с рейтингом R. После этого дель Торо переключил своё внимание на «Тихоокеанский рубеж», согласившись снимать фильм. Чарли Ханнэм и Ринко Кикути получили главные роли. Роль Стэкера Пентекоста, на которую рассматривался Том Круз, получил Идрис Эльба. 17 ноября 2011 года к актёрскому составу присоединился Рон Перлман, неоднократно работавший с дель Торо.

### Основные съёмки
Съёмки начались 15 ноября 2011 года в Торонто (Канада) и продолжались до апреля 2012 года. Фильм снимался на камеры RED Epic.

## Музыка
Музыку к фильму написал и аранжировал композитор Рамин Джавади. Некоторые композиции, в том числе и главная тема фильма, были исполнены совместно с американским рок-гитаристом Томом Морелло.
| №                   | Название                                 | Длительность |
| ------------------- | ---------------------------------------- | ------------ |
| 1.                  | «Pacific Rim»                            | 4:50         |
| 2.                  | «Gipsy Danger»                           | 3:18         |
| 3.                  | «Canceling the Apocalypse»               | 3:37         |
| 4.                  | «Just a Memory»                          | 2:07         |
| 5.                  | «2500 Tons of Awesome»                   | 1:05         |
| 6.                  | «The Shatterdome»                        | 2:30         |
| 7.                  | «Mako»                                   | 4:23         |
| 8.                  | «Call Me Newt»                           | 1:42         |
| 9.                  | «Jaeger Tech»                            | 1:58         |
| 10.                 | «To Fight Monsters, We Created Monsters» | 2:03         |
| 11.                 | «Better Than New»                        | 1:42         |
| 12.                 | «We Are the Resistance»                  | 1:50         |
| 13.                 | «Double Event»                           | 2:27         |
| 14.                 | «Striker Eureka»                         | 1:55         |
| 15.                 | «Physical Compatibility»                 | 2:31         |
| 16.                 | «Category 5»                             | 2:15         |
| 17.                 | «Pentecost»                              | 2:11         |
| 18.                 | «Go Big or Go Extinct»                   | 2:24         |
| 19.                 | «Hannibal Chau»                          | 1:33         |
| 20.                 | «For My Family»                          | 1:58         |
| 21.                 | «No Pulse»                               | 0:58         |
| 22.                 | «Kaiju Groupie»                          | 1:15         |
| 23.                 | «Deep Beneath the Pacific»               | 1:56         |
| 24.                 | «The Breach»                             | 3:14         |
| 25.                 | «We Need a New Weapon»                   | 1:40         |
| Общая длительность: | Общая длительность:                      | 57:41        |

## Критика
Обозреватель Film.ru Борис Иванов посчитал основным достоинством фильма грандиозные сражения, охарактеризовав «Тихоокеанский рубеж» словами «Мощнейший экшн, слабое всё остальное». С его точки зрения, в сюжетном отношении фильм сильно проигрывает близкому по тематике аниме «Евангелион» — сложная мифология фильма дель Торо скомкана, что выливается как перегруженностью картины разъяснениями, так и «картонностью» персонажей, которым не остается времени показать себя людьми. Отмечено сходство с тематикой аниме в жанре «меха», таких, как RahXephon и Gundam.
Хидэаки Анно отверг «Тихоокеанский рубеж» с вдохновлёнными «Евангелионом» боями между гигантскими пришельцами и роботами, считая фильм «не очень интересным». 
Антон Долин из «Ведомостей» назвал дель Торо самым изобретательным режиссёром современного Голливуда, вложившим в стандартный сценарий заказного блокбастера весь свой творческий пыл. Единственный минус фильма Долин увидел в «явственном безразличии автора к роду человеческому»; с точки зрения обозревателя, чудовища нравятся режиссёру больше людей и гибель каждого кайдзю наполняет прямолинейный фильм эпической скорбью, превращая его в «нечто большее, чем обычный блокбастер: реквием по монстрам».
Марина Латышева из РБК daily отметила, что фильм представляет собой целый мир с продуманными персонажами — «Не просто подводные трансформеры, но поэтичный фильм, который существует и дышит как-то по-особенному». Латышева сопроводила рецензию околополитическим комментарием о том, что мир в случае чего придется спасать не президенту США и не другим правительствам, а «разномастной подпольной группе», члены которой покинули власть, чтобы сделать наконец что-то эффективное.
Сергей Оболонков из Lenta.ru охарактеризовал фильм как «идеальное кино для зрителей 12 лет», отметив, что, в отличие от Майкла Бэя, дель Торо как режиссёр не просто пытается оглушить зрителя — он по-настоящему увлечён своим фильмом.

## Награды и номинации
- 2013 — приз Голливудского кинофестиваля за лучшие визуальные эффекты (Джон Нолл).